# Thomas de Strickland (escudero)
Thomas de Strickland (1367 - 30 de julio de 1455) fue un soldado inglés. Es conocido por ser el portaestandarte de san Jorge en la batalla de Azincourt.

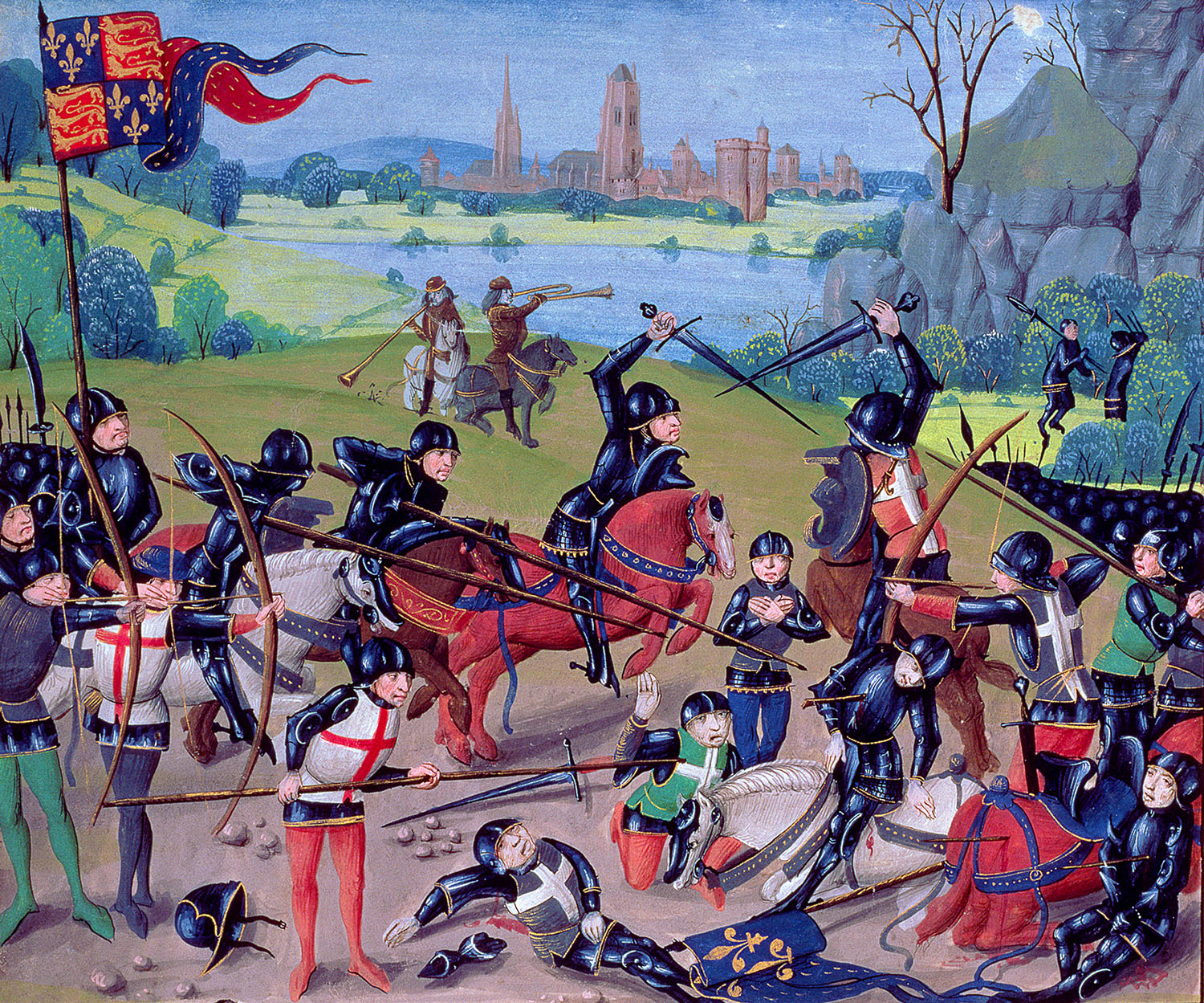
Batalla de Azincourt.

## Biografía
El 21 de julio de 1403, Thomas combatió en la batalla de Shrewsbury, en el bando realista, y fue recompensado por el rey con una suma de 38 libras y dos caballos, que habían pertenecido al rebelde Henry Percy (Hotspur). También recibió por sus valerosos esfuerzos el ser nombrado Guardián del bosque real de Inglewood en Cumberland.
Además fue nombrado Sheriff de Bedfordshire y Buckinghamshire entre 1410 y 1414. Adicionalmente fue elegido como uno de los caballeros de la comarca (knight of the shire), para representar a Westmorland en el Parlamento de Inglaterra, en 1404, 1429 y 1431.

## Batalla de Azincourt
El 25 de octubre de 1415, de Strickland y sus hombres de armas, incluido un grupo de arqueros conocidos como «los arqueros de Kendal», formaron parte del ejército del rey Enrique V, que consiguió una victoria importante en Azincourt, en el noroeste de Francia, contra un número superior de enemigos. Debido a que Thomas era un caballero en entrenamiento, o escudero, combatió desmontado con una espada, y además portaba el estandarte de san Jorge. Era una cuestión de honor que el hombre que portara el estandarte de san Jorge lo hiciera sin la protección de un escudo, ya que estaría protegido, ya que estaría protegido por sus hombres de armas.

## Matrimonio y descendencia
En 1405, Thomas de Strickland se casó con Mabel de Beethom, hija de Juan de Bethom, y tuvieron varios hijos, entre ellos:
- Walter (1411-1466), se casó con Douce Croft.
- Margarita
- Cecilia
- Roberto

Thomas había sido nombrado caballero en 1418, poco después de la batalla de Azincourt. Después de ese tiempo, se convirtió en una práctica común entre las familias nobles inglesas eliminar la preposición «de» de sus nombres, por lo que Thomas de Strickland se convirtió en Thomas Strickland.